# Жажда (роман Несбё)
Жажда (норв. Tørst) — детективный роман норвежского писателя Ю Несбё, вышедший в 2017 году. Одиннадцатый в серии романов о Харри Холе.

## Сюжет
В Осло совершены убийства двух женщин. Обе только что вернулись домой после свидания с мужчинами, с которыми они познакомились через приложение «Tinder». Обеих перед смертью укусили с помощью металлических челюстей и выпили часть крови жертв. Амбициозный начальник полиции Микаэль Бельман получил предложение стать министром юстиции и ему необходимо как можно быстрее раскрыть это резонансное дело для получения высокой должности. Он встречается с преподавателем полицейской академии Харри Холе и вынуждает его присоединиться к расследованию.
Холе примыкает к следственной группе, возглавляемой Катриной Братт. Следователь-новичок Андерс Виллер и единственный друг и соратник Бельмана Трульс Бернтсен знакомятся с журналисткой газеты «VG» Моной До, которая предлагает им вознаграждение за информацию по делу о вампиристе — так окрестил убийцу психолог Халлстейн Смит — и Бернтсен становится информатором Моны.
Холе понимает, что вампиристом, возможно, является насильник Валентин Йерстен, сбежавший три года назад из тюрьмы и всё это время скрывавшийся от полиции. С помощью пластической хирургии подозреваемый изменил внешность и теперь его новую личность могут разоблачить только двое: бармен Мехмет Калак, видевший Йерстена во время свидания одной из жертв, и юная Аврора, дочь Эуне Столе, психолога и друга Харри Холе, которую Валентин изнасиловал во время церемонии венчания бывшего старшего инспектора и Ракель Фёуке.
Харри узнаёт, что Валентин посещает турецкие бани, и просит Мехмета опознать подозреваемого. Калак узнаёт Йерстена, но выдаёт себя и тому удаётся скрыться до прихода полиции. Бернтсен «сливает» информацию Моне До, что приводит к убийству бармена. Ракель жалуется на недомогание и обследуется у врача-гематолога Джона Стеффенса. Однажды Харри получает сообщение, что его жену ввели в кому, и перед Холе встаёт дилемма — продолжать расследование или бросить всё ради последних минут с любимой.